# Odontodactylus
Odontodactylus (Manning, 1890) è un genere di crostacei, unico appartenente della famiglia Odontodactylidae facente parte dell'ordine Stomatopoda.

## Tassonomia
Il genere ricomprende 8 specie:
- Odontodactylus brevirostris Miers, 1884
- Odontodactylus cultrifer White, 1850
- Odontodactylus hansenii Pocock, 1893)
- Odontodactylus havanensis Bigelow, 1893
- Odontodactylus hawaiiensis Manning, 1967
- Odontodactylus japonicus de Haan, 1844
- Odontodactylus latirostris Borradaile, 1907
- Odontodactylus scyllarus Linnaeus, 1758

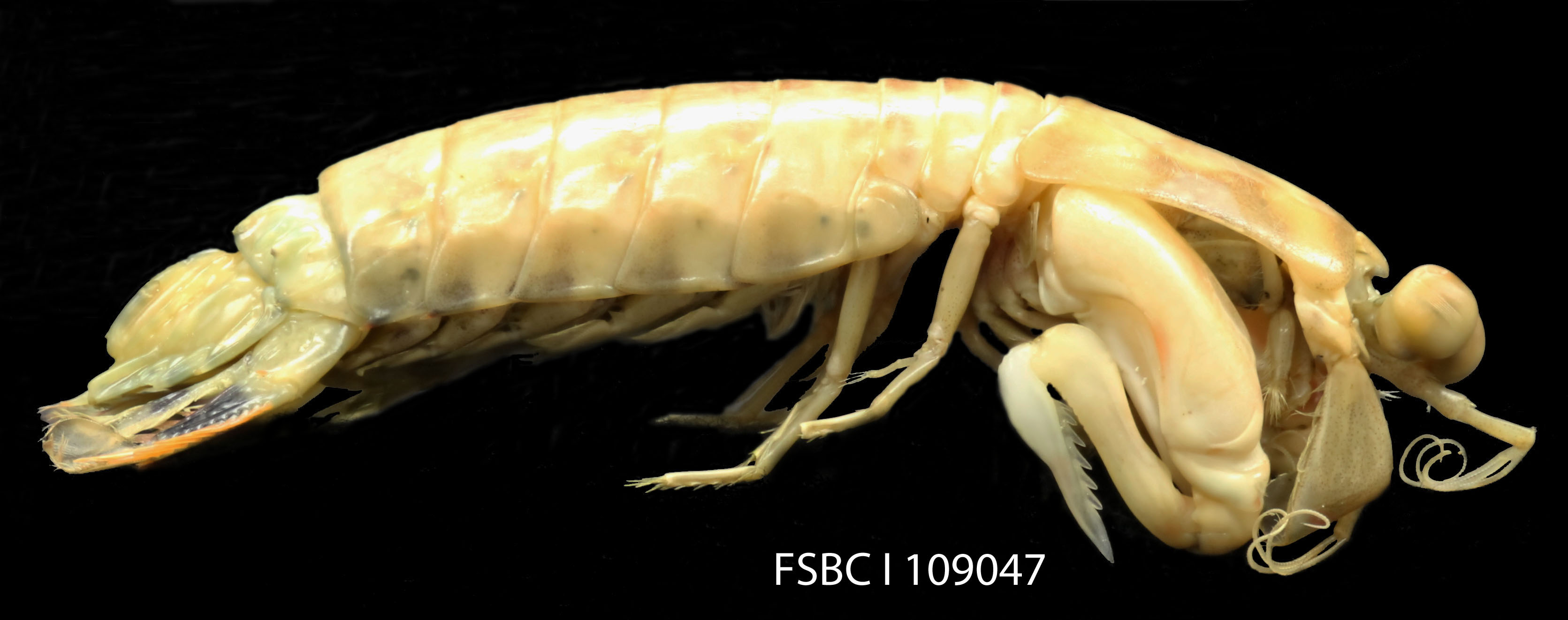
Odontodactylus brevirostris
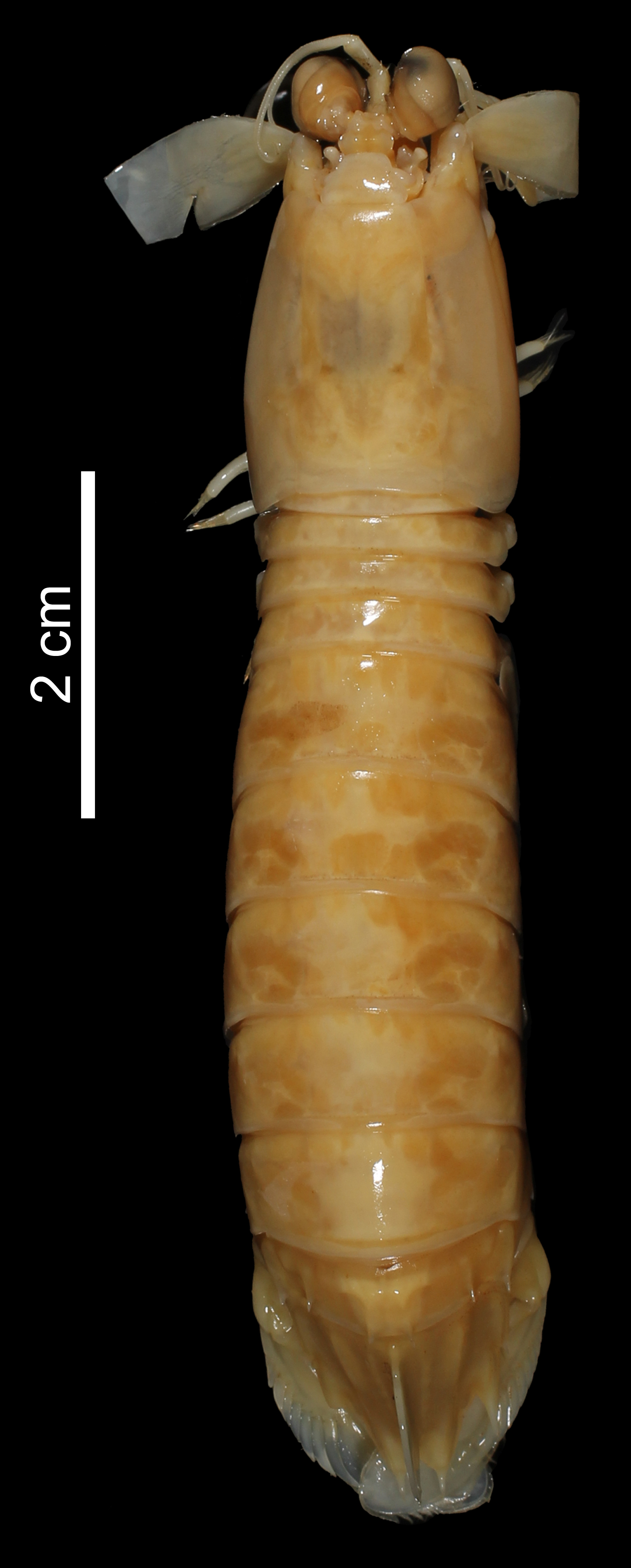
Odontodactylus cultrifer
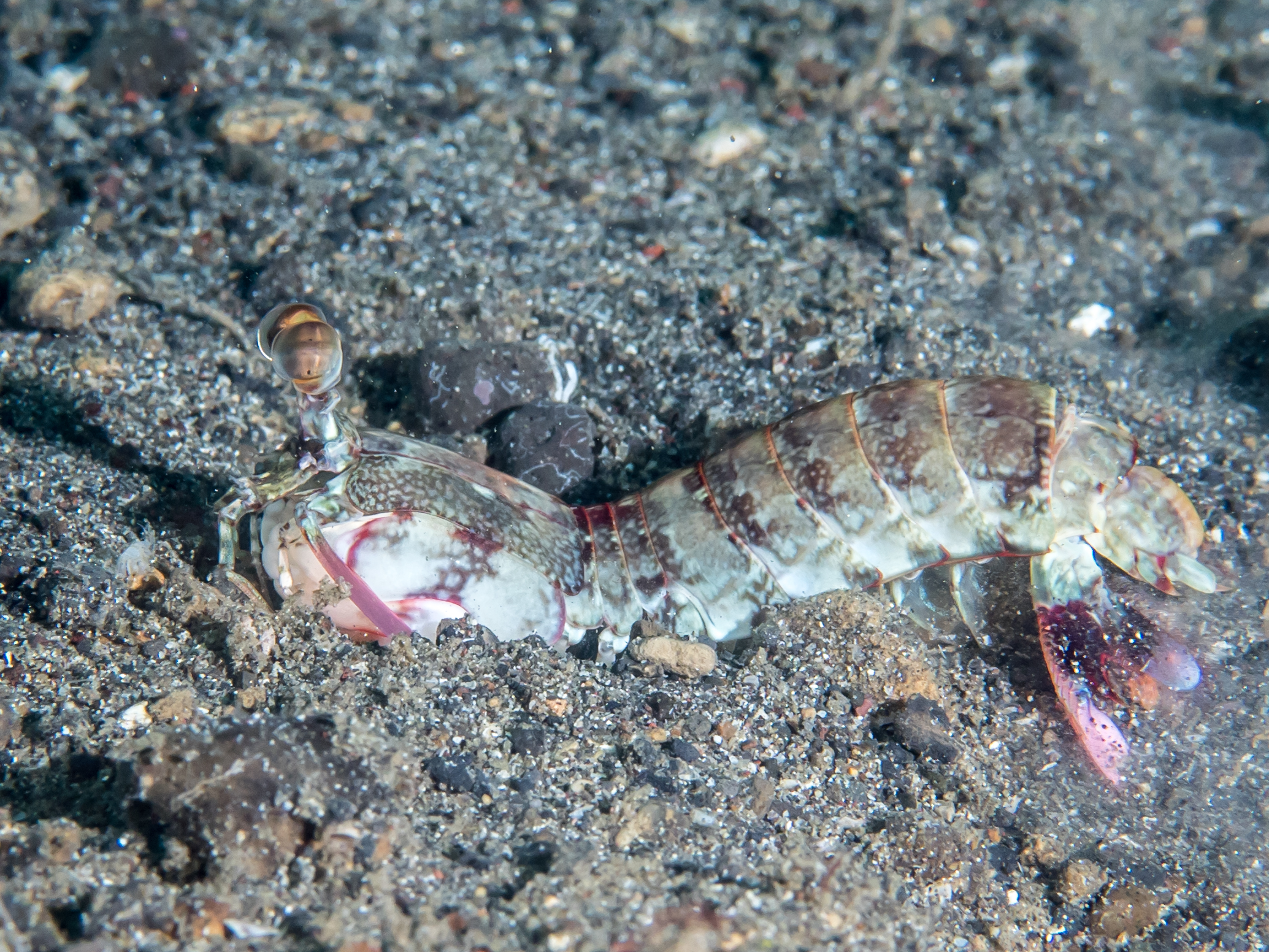
Odontodactylus latirostris
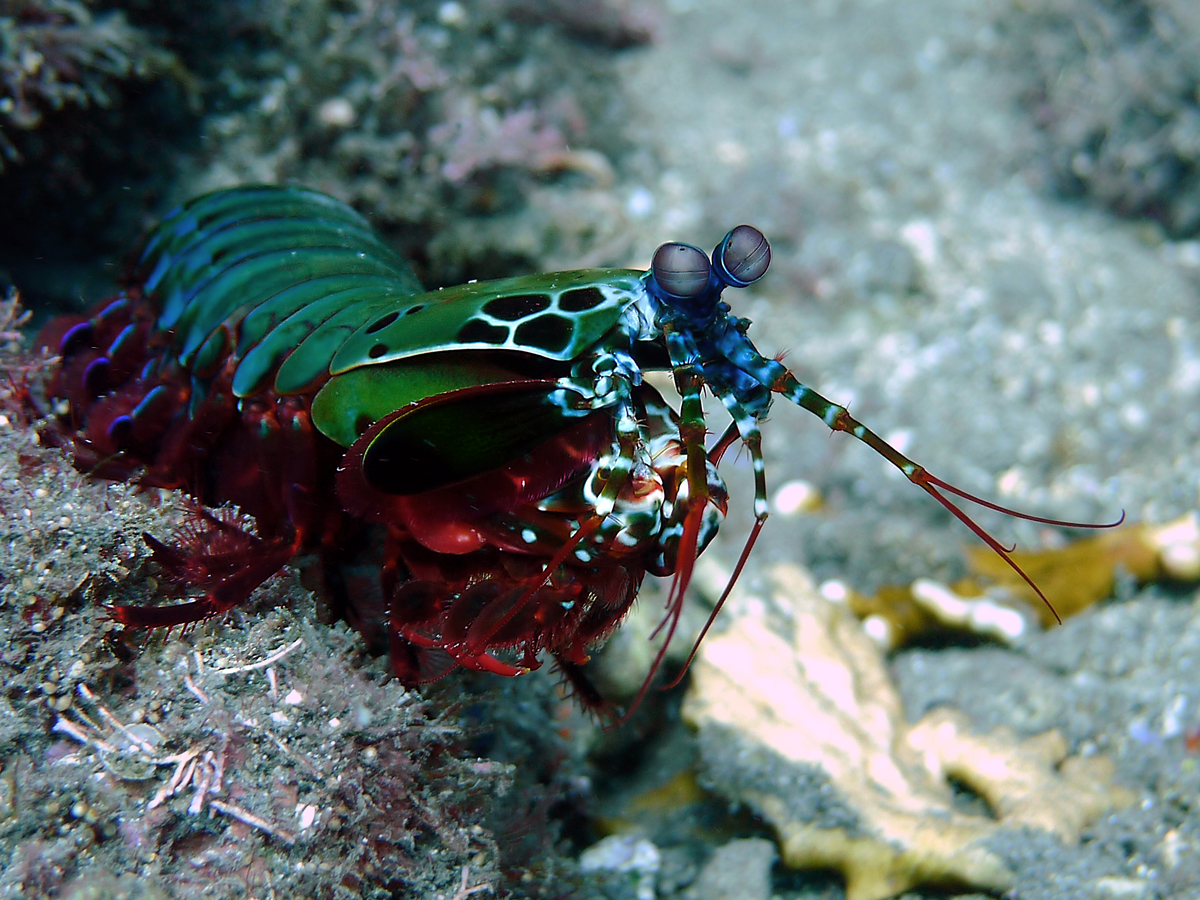
Odontodactylus scyllarus